# Effet polaire
En chimie, l'effet polaire ou effet électronique est l'effet exercé par un substituant sur la modification des forces électrostatiques agissant sur un centre de réaction proche. Les principaux contributeurs à l'effet polaire sont l'effet inductif, l'effet mésomère et l'effet électronique par le biais de l'espace à effet de champ.
L'effet de substitution total est la combinaison de l'effet polaire et des effets stériques combinés.
Dans la substitution électrophile aromatique et la substitution nucléophile aromatique, les substituants sont divisés en groupes activants et en groupes désactivants où la direction d'activation ou de désactivation est également prise en compte.

## Exemples de groupes
Un groupe électroattracteur éloigne les électrons d'un centre de réaction. Lorsque ce dernier est un carbanion riche en électrons ou un anion alkoxyde, la présence du substituant électroattracteur a un effet stabilisant. Des exemples de groupes attracteurs d'électrons sont :
- halogène (F, Cl) ;
- nitrile CN ;
- composé carbonylé RCOR' ;
- groupe nitro NO2.

Un groupe libérant des électrons (peut également être appelé groupe donneur d'électrons) libère des électrons dans un centre de réaction et, en tant que tel, stabilise les carbocations déficients en électrons. Des exemples de groupes libérant des électrons sont :
- groupes alkyle ;
- groupes alcool ;
- groupes amine.